# ブロークン・ハート・ギャラリー
『ブロークン・ハート・ギャラリー』（原題:The Broken Hearts Gallery）は2020年に公開されたアメリカ合衆国・カナダ合作のロマンティック・コメディ映画である。監督はナタリー・クリンスキー、主演はジェラルディン・ヴィスワナサンが務めた。本作はクリンスキーの映画監督デビュー作である。
日本では劇場公開されなかったが、2021年4月28日にデジタル配信がされる予定である。

## 概略
ニューヨーク。20代の女性、ルーシーは彼氏に振られたショックから立ち直れずにいたが、不意に「別れた恋人にまつわる思い出の品をもらい受け、それを展示するギャラリーを作ってはどうか」と思いついた。画廊で働く中で得た経験を活かし、ルーシーはそのアイデアを実現させた。ルーシーのギャラリーは口コミで有名になっていき、多くの人々に次の一歩を踏み出すきっかけを与えた。その活動に従事する中で、ルーシー自身の傷も癒えていき、新しい恋へと導かれるのだった。

## キャスト
※括弧内は日本語吹替声優。
- ルーシー・ガリヴァー：ジェラルディン・ヴィスワナサン（高垣彩陽）
- ニック：デイカー・モンゴメリー（小野大輔）
- マックス・ヴォーラ：ウトカルシュ・アンブドゥカル（佐藤友啓）
- アマンダ：モリー・ゴードン（朝井彩加）
- ナディーン：フィリッパ・スー（杉山里穂）
- エヴァ・ウルフ：バーナデット・ピータース
- マルコス：アルトゥーロ・カストロ
- クロエ：スキ・ウォーターハウス（桃江トウコ）
- ハーヴァード：Ego Nwodim
- テイラー：テイラー・マリー・ヒル
- 本人：ロイ・チョイ
- ランディ：ミーガン・ファーガソン
- アメリア・ブラック博士：タティアナ・ジョーンズ（古木海帆）
- ジェフ：ネイサン・デイルズ

## 製作
2019年5月8日、ジェラルディン・ヴィスワナサン、デイカー・モンゴメリー、ウトカルシュ・アンブドゥカルが本作に出演するとの報道があった。7月1日、本作の主要撮影がカナダのトロントで始まった。9月6日、モリー・ゴードン、スキ・ウォーターハウス、フィリッパ・スー、アルトゥーロ・カストロ、バーナデット・ピータースがキャスト入りした。

## マーケティング・興行収入
2020年6月9日、ソニー・ピクチャーズが本作の全米配給権を獲得し、本作を同年7月10日に全米公開すると発表した。22日には本作のオフィシャル・トレイラーが公開された。しかし、その後も新型コロナウイルスの流行が収束しなかったため、本作の全米公開日は2020年7月17日→8月7日→9月11日と延期されていった。9月3日、本作はソニー・ピクチャーズ・スタジオでプレミア上映された。その際、新型コロナウイルス感染防止のため、ドライブイン形式で上映が行われた。11日、本作は全米2209館で封切られ、公開初週末に112万ドルを稼ぎ出し、週末興行収入ランキング初登場4位となった。

## 評価
本作は批評家から好意的に評価されている。映画批評集積サイトのRotten Tomatoesには108件のレビューがあり、批評家支持率は79%、平均点は10点満点で6.6点となっている。サイト側による批評家の見解の要約は「『ブロークン・ハート・ギャラリー』は目新しさに欠けるロマコメである。しかし、ジェラルディン・ヴィスワナサンの愛すべき名演のお陰で、魅力たっぷりの作品には仕上がっている。」となっている。また、Metacriticには21件のレビューがあり、加重平均値は57/100となっている。なお、本作のCinemaScoreはBとなっている。